# Parentalidade socioafetiva
A parentalidade socioafetiva ou, quando somente aplicada a ascendentes do gênero masculino, paternidade socioafetiva, é uma forma de parentesco civil decorrente do reconhecimento do afeto enquanto valor jurídico, com base no estado de posse dos filhos.

## No Brasil
No Brasil, a doutrina aponta três critérios para a configuração da parentalidade socioafetiva: o tratamento dispensado entre si e perante a sociedade enquanto unidos por vínculo de filiação; o reconhecimento geral da situação de filho dentro da sociedade; e a utilização, pelo filho, do sobrenome do pai ou mãe - podendo somente socialmente ou constar nos registros públicos esse sobrenome.